# Краснянская волость (Новоузенский уезд)
Краснянская во́лость — административно-территориальная единица, входившая в состав Новоузенского уезда Самарской губернии.
Административный центр — село Красненькое (ныне село Краснянка Ершовского района Саратовской области).
Население волости составляли преимущественно русские и малороссы, также проживали литовцы и поляки.
В период до установления советской власти волость имела аппарат волостного правления, традиционный для таких административно-территориальных единиц Российской империи.
Согласно карте уездов Самарской губернии издания губернского земства 1912 года на севере волость граничила с Новотроицкой волостью, на северо-западе - с Семёновской волостью, на юго-западе - с Алексашкинской волостью, на юге - с Орлово-Гайской волостью, на востоке - с Новорепинской волостью.
Территория бывшей волости является частью земель Ершовского и Фёдоровского районов Саратовской области (административный центр области — город Саратов).

## Состав волости
| № | Населённые пункты (без хуторов)       | Население (1910 год) | Преобладающие национальности, вероисповедания | Современное состояние   |
| - | ------------------------------------- | -------------------- | --------------------------------------------- | ----------------------- |
| 1 | село Краснинькое                      | 2188                 | русские и малороссы; православные и сектанты  | село, Ершовский район   |
| 2 | деревня Чистый Плёс                   | 733                  | русские, православные                         | село, Ершовский район   |
| 3 | деревня Чёрная Падина                 | 544                  | литовцы и поляки, католики                    | село, Ершовский район   |
| 4 | деревня Еремеевка                     | 1014                 | малороссы и русские, православные             | село, Ершовский район   |
| 5 | деревня Александрия (она же Осиповка) | 531                  | русские, православные                         | село, Ершовский район   |
| 6 | деревня Васильевка (она же Рудня)     | 742                  | малороссы, православные                       | село, Ершовский район   |
| 7 | посёлок Никольский                    | 747                  | русские и малороссы, православные             | село, Фёдоровский район |